# Villaverde de Guadalimar
Villaverde de Guadalimar község Spanyolországban, Albacete tartományban. Lakosainak száma 310 fő (2024).

## Földrajza
Villaverde de Guadalimar Alcaraz, Riópar, Vianos, Cotillas, Siles és Bienservida községekkel határos.

## Népesség
A település lakosságának változását az alábbi diagram mutatja:
| Lakosok száma | 514  | 432  | 445  | 424  | 417  | 381  | 359  | 338  | 333  | 310  |
|               | 2001 | 2004 | 2006 | 2009 | 2011 | 2014 | 2016 | 2019 | 2021 | 2024 |